# Iàssir Arafat
Iàssir Arafat o Yasser Arafat (àrab: ياسر عرفات, Yāsir ʿArafāt) és el nom amb què es coneixia Mohammed Abdel Rahman Abdel Raouf al-Qudwa al-Husseini (àrab: محمد عبد الرؤوف قدوة الحسيني, Muḥammad ʿAbd ar-Raʾūf Qudwa al-Ḥusaynī), conegut també com a Abu-Ammar (àrab: أبو عمار, Abū ʿAmmār), que va néixer el 4 o el 24 d'agost de 1929 i va morir l'11 de novembre de 2004.
Des de 1969 fou organitzador de l'Organització per l'Alliberament de Palestina (OAP), des de 1993 fou líder palestí, des de 1996 fins a la seva mort, fou president de l'Autoritat Nacional Palestina, líder d'Al Fatah (la major facció armada de l'OAP).
El 1994 fou guardonat amb el Premi Príncep d'Astúries de Cooperació Internacional, juntament amb Yitshaq Rabbín, i posteriorment amb el Premi Nobel de la Pau, amb Ximon Peres i el mateix Rabbín.

### Nom
El nom complet d'Arafat era Mohammed Abdel Rahman Abdel Raouf Arafat al-Qudwa al-Husseini. Mohammed Abdel Rahman era el seu nom de pila, Abdel Raouf era el nom del seu pare i Arafat el de l'avi. Al-Qudwa era el nom de la seva tribu i al-Husseini era el del clan al qual pertanyien els al-Qudwas. El clan al-Husseini tenia la seu a Gaza i no està relacionat amb el conegut clan al-Husayni de Jerusalem.
Des que Arafat es va criar al Caire, la tradició d'abandonar la part de Mohammed o Ahmad del nom de pila era comuna; ho van fer egipcis notables com Anwar Sadat i Hosni Mubarak. Arafat, però, també va eliminar Abdel Rahman i Abdel Raouf del seu nom. A principis de la dècada del 1950, Arafat va adoptar el nom de Yasser, i en els primers anys de la carrera guerrillera d'Arafat, va assumir el nom de guerra d'Abu Ammar. Tots dos noms estan relacionats amb Ammar ibn Yasir, un dels primers companys de Mahoma. Encara que va abandonar la majoria dels seus noms heretats, va conservar Arafat a causa de la seva importància a l'islam.

## Biografia

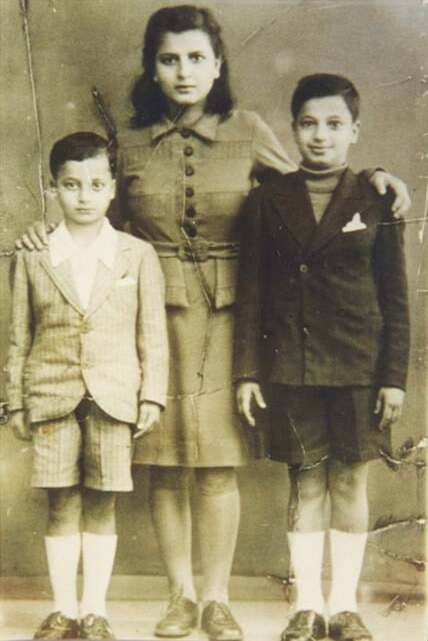
Arafat (dreta) amb la seva germana Khadija i el seu germà Fathi al Caire, 1942

### Naixement i infància
Arafat va néixer al Caire, Egipte, el 4 o el 24 d'agost de 1929, afirmava haver nascut a la ciutat de Jerusalem. El seu pare, Abdel Raouf al-Qudwa al-Husseini, era un palestí de la ciutat de Gaza,  comerciant de teles de cert èxit la mare del qual, l'àvia paterna de Yasser, era egípcia. El pare d'Arafat va lluitar als tribunals egipcis durant 25 anys per reclamar terres familiars a Egipte com a part de la seva herència, però no va tenir èxit. Va treballar com a comerciant tèxtil al districte de Sakakini del Caire, de caràcter religiós. Arafat era el segon més petit de set fills i, juntament amb el seu germà petit Fathi, era l'únic fill nascut al Caire. Jerusalem era la casa familiar de la seva mare, Zahwa Abul Saud, que va morir d'una malaltia renal el 1933, quan Arafat tenia quatre anys.
La primera visita d'Arafat a Jerusalem va arribar quan el seu pare, incapaç de criar set fills sol, va enviar Yasser i el seu germà Fathi a la família de la seva mare al barri Mughrabi de la Ciutat Vella. Allà van viure quatre anys amb el seu oncle Salim Abul Saud. El 1937, el seu pare va recordar que els cuidava la seva germana gran, l'Inam. Arafat tenia una relació deteriorada amb el seu pare; quan va morir el 1952, Arafat no va assistir al funeral, ni va visitar la tomba del seu pare en tornar a Gaza. La germana d'Arafat, Inam, va declarar en una entrevista amb el biògraf d'Arafat, l'historiador britànic Alan Hart, que Arafat va ser fortament colpejat pel seu pare per anar al barri jueu del Caire i assistir a oficis religiosos. Quan li va preguntar a Arafat per què no deixava d'anar, va respondre dient que volia estudiar la mentalitat jueva.

### Educació
El 1944, Arafat es va matricular a la Universitat del Rei Fuad I i es va graduar el 1950. A la universitat, va involucrar jueus en discussions i va llegir publicacions de Theodor Herzl i altres sionistes destacats. El 1946, era un nacionalista àrab i va començar a adquirir armes per ser introduïdes de contraban a la Palestina Mandatòria, per a l'ús dels irregulars del Comitè Superior Àrab i les milícies de l'Exèrcit de la Guerra Santa.
Es va graduar en enginyeria civil al Caire, professió que va exercir a Egipte i Kuwait entre 1956 i 1965. Va treballar com a expert en explosius en la batalla del canal de Suez contra les potències colonials França i el Regne Unit. Posteriorment, va ser subtinent de l'exèrcit egipci i empresari de la construcció.
Durant la guerra àrab-israeliana de 1948, Arafat va abandonar la universitat i, juntament amb altres àrabs, va intentar entrar a Palestina per unir-se a les forces àrabs que lluitaven contra les tropes israelianes i la creació de l'estat d'Israel. Tanmateix, en comptes d'unir-se a les files dels fedayins palestins, Arafat va lluitar al costat dels Germans Musulmans, encara que no es va unir a l'organització. Va participar en combats a la zona de Gaza (que va ser el principal camp de batalla de les forces egípcies durant el conflicte). A principis de 1949, la guerra s'estava acabant a favor d'Israel, i Arafat va tornar al Caire per manca de suport logístic.
Va ser president de la Unió General d'Estudiants Palestins (GUPS) de 1952 a 1956. Durant el seu primer any com a president del sindicat, la universitat va ser rebatejada com a Universitat del Caire després que el Moviment d'Oficials Lliures va dur a terme un cop d'estat enderrocant el rei Farouk I. En aquell moment, Arafat s'havia graduat amb una llicenciatura en enginyeria civil i va ser cridat al deure de lluitar amb les forces egípcies durant la crisi de Suez; tanmateix, mai va lluitar. Més tard aquell mateix any, en una conferència a Praga, es va posar una keffiyeh blanca sòlida, diferent de la que va adoptar més tard a Kuwait, que es convertiria en el seu emblema.

## Moviments palestins
Des del final de la Segona Guerra Mundial va participar en l'incipient moviment palestí, que aspirava a construir un estat àrab independent sobre la llavors colònia britànica de Palestina, la qual cosa xocava amb les aspiracions jueves sobre el mateix territori.
Arafat es va unir el 1944 a la Lliga d'Estudiants Palestins, de la qual fou president entre 1952 i 1956. Entre 1957 i 1959 va participar en Kuwait en la fundació de l'organització Al-Fatah, component principal de la futura Organització per a l'Alliberament de Palestina (OAP), creada l'any 1964.
El 3 de febrer de 1969 va passar a presidir ambdues formacions, simbolitzant des de llavors les aspiracions palestines de recuperar la seva pàtria, a costa de la invasió territorial d'Israel i enfront de les ambicions dels seus veïns àrabs.
Com a màxim capdavanter del moviment, va ser rebutjat en molts països occidentals per les seves vinculacions amb el terrorisme àrab (pràctiques armades de les quals va renunciar públicament el 1988); però va tenir també moments d'acceptació, com el seu discurs davant les Nacions Unides el 1974 en virtut del reconeixement de l'OLP com a legítima representant del poble palestí, o la seva admissió com a membre de la Lliga Àrab el 1976.
El 1981 va ser rebut a Madrid pel president del govern d'Espanya, Adolfo Suárez, amb honors de Cap d'Estat, sent la primera vegada que Arafat era tractat d'aquesta forma en una nació europea.

## Exili a Tunis
L'atac israelià al Líban entre 1982 i 1985 va privar l'OAP de les bases des d'on havia realitzat les seves accions armades contra Israel i va obligar Arafat a refugiar-se amb la seva organització a Tunis, encara que això no va evitar que l'aviació israeliana bombardegés les seves casernes generals en aquest país el 1985. El protagonisme de la lluita àrab va passar llavors a l'interior, a les poblacions dels Territoris Palestins Ocupats, que des de 1988 van crear un clima de rebel·lió permanent contra les autoritats israelianes anomenat la Intifada.
Arafat va intentar capitalitzar aquest moviment proclamant simbòlicament la creació d'un Estat palestí independent, el govern del qual en l'exili presidia ell mateix, que va obtenir el reconeixement de més de seixanta països. Però les successives derrotes militars dels àrabs van acabar per convèncer-lo, arran de la desaparició de la Unió Soviètica i de la Guerra del Golf en els primers anys noranta, de la necessitat d'arribar a una entesa amb Israel.

## Pacte amb Israel

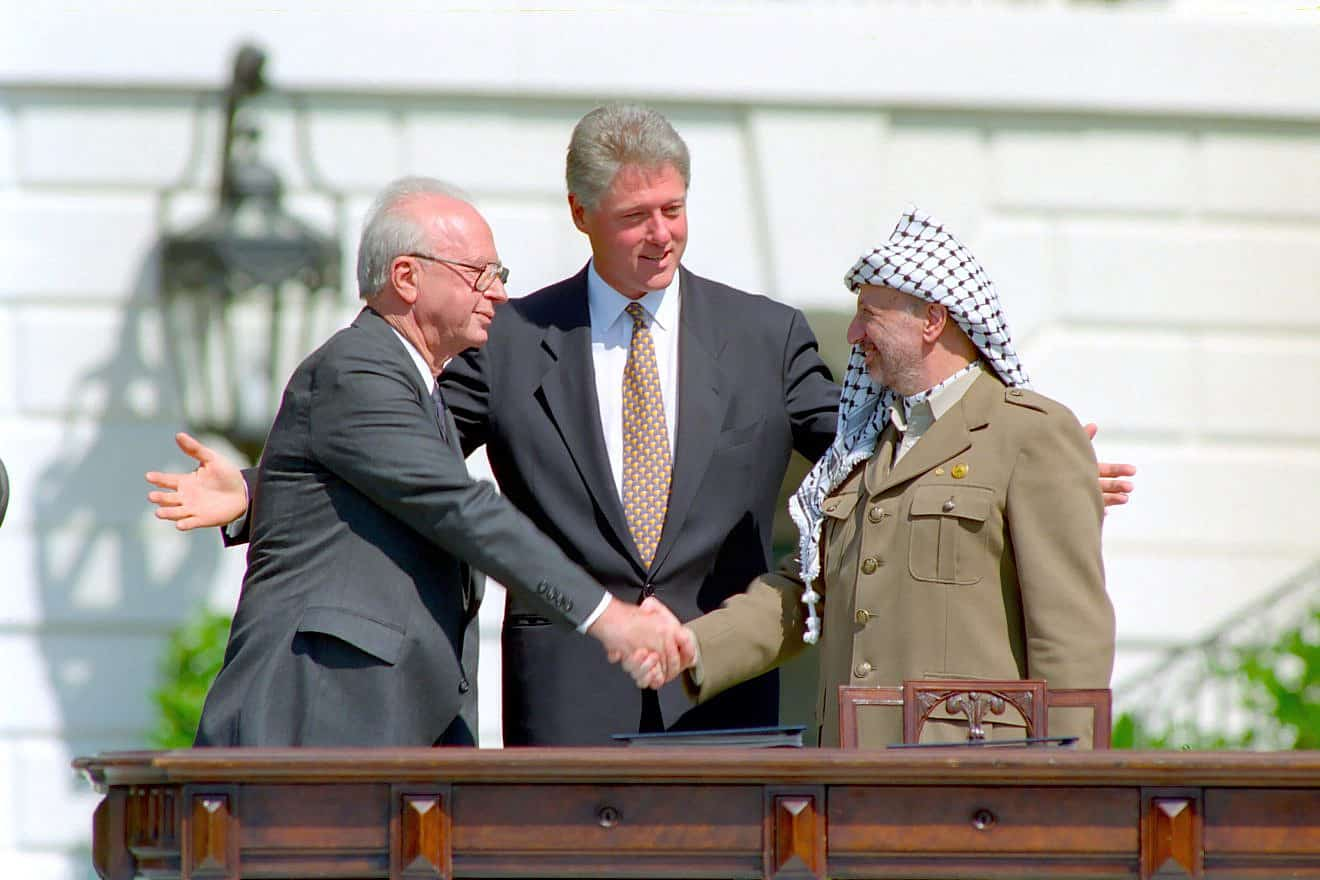
Acords d'Oslo, 13 de setembre de 1993

L'impuls dels Estats Units a l'obertura d'un procés de pau a l'Orient Pròxim va donar-li l'ocasió per iniciar converses secretes amb representants israelians, que van conduir als Acords d'Oslo signats a Washington DC el 1993: Arafat va retornar a Cisjordània com a titular d'un govern autònom, l'Autoritat Nacional Palestina, que inicialment només tenia poder sobre Gaza i Jericó, posteriorment s'aniria estenent a altres ciutats de Cisjordània.

## Premi Nobel
Els retards i discrepàncies en el pla de retirada israeliana dels territoris ocupats afegien dificultat al procés, viciat per problemes de fons, com la falta d'entesa sobre el futur de Jerusalem, reclamada com capital tant pels israelians com pels palestins, o la falta de suport per part de Síria.
Els esforços d'Arafat van ser reconeguts amb la concessió l'any 1994, del Premi Príncep d'Astúries de la Concòrdia al costat d'Isaac Rabin, i del Premi Nobel de la Pau al costat del mateix Rabin i Ximon Peres.
El projecte de pau va enfrontar grans dificultats a causa de l'oposició dels radicals d'ambdós bàndols. Extremistes palestins van cometre diversos atemptats i el 4 de novembre de 1995 Rabin fou assassinat per un ultranacionalista israelià.

## President de Palestina
El 20 de gener de 1996 fou elegit president de l'Autoritat Nacional Palestina, amb el 87% dels vots.
Des de 2001 va viure sota arrest domiciliari a la seva residència de Ramal·lah per ordres del govern israelià.

## Vida personal
El 1990, Arafat es va casar amb Suha Tawil, una cristiana palestina, quan tenia 61 anys i Suha, 27. La seva mare la va presentar a França, després de la qual cosa va treballar com a secretària seva a Tunis. Abans del seu matrimoni, Arafat va adoptar cinquanta orfes de guerra palestins. Durant el seu matrimoni, Suha va intentar abandonar Arafat en moltes ocasions, però ell ho va prohibir. Suha va dir que lamenta el matrimoni, i que no ho repetiria. A mitjans de 1995, la dona d'Arafat, Suha, va donar a llum en un hospital de París una filla, anomenada Zahwa en honor a la mare d'Arafat.

## Mort
El 2004 va ser traslladat a França, on es trobava la seva esposa, a l'Hôpital d'Instruction des Armées Percy, un hospital militar francès a Clamart, prop de París, on va estar hospitalitzat des del 29 d'octubre d'aquell any i entrà en coma el 3 de novembre. Va morir en la matinada de l'11 de novembre del mateix any a les 3.30 hora local (2.30 UTC) segons els mitjans de premsa; a les 4.40 (3.40 UTC) segons el comunicat oficial de l'Autoritat Nacional Palestina.
Algunes investigacions posteriors van revelar que podria haver estat enverinat amb plutoni-210, una substància altament radioactiva.